# Łuna 4
Łuna 4 – bezzałogowa sonda kosmiczna wystrzelona przez ZSRR 2 kwietnia 1963 z kosmodromu Bajkonur. Druga radziecka próba miękkiego lądowania na Księżycu. 
Odlot z Ziemi wykonany został w sposób pośredni. W czasie lotu ku Księżycowi sonda była obserwowana z terytorium Związku Radzieckiego i odbierane były wysyłane z niej sygnały radiowe. W ciągu pierwszej doby sonda oddaliła się o 216 000 km od Ziemi. W nocy z 2 na 3 kwietnia udało się sfotografować sondę w Krymskim Obserwatorium Astrofizycznym za pomocą teleskopu ze zwierciadłem o średnicy 2,6 m jako obiekt o jasności 14,5m, co stanowiło duży sukces astronomicznej techniki obserwacyjnej. W dniu 5 kwietnia aparat kosmiczny Łuna 4 znalazł się w odległości 365 000 km od Ziemi. Tego samego dnia agencja AFP doniosła z Turynu, że obraz powierzchni Księżyca nadany przez Łunę 4, odebrano na ekranie w Ośrodku Astronomicznych Obserwacji w Torre Bert w pobliżu Turynu. Były to dwa zdjęcia Księżyca. W krótkim odstępie czasu uzyskano ponownie te obrazy. Misja nie powiodła się, gdyż statek nie dokonał korekty kursu w drodze na Księżyc, w efekcie czego minął jego powierzchnię w odległości 8336,2 km, 6 kwietnia, o godz. 01:24 czasu uniwersalnego. Sowiecka agencja prasowa TASS poinformowała, że do 6 kwietnia utrzymywano łączność ze statkiem, na częstotliwości 183,6 MHz. „Z chwilą tą doświadczenia i pomiary dokonywane przy pomocy stacji Łuna 4 zostały zakończone. Uzyskano obszerny materiał doświadczalny, mający doniosłe znaczenie dla rozwoju szeregu technicznych problemów związanych z programem opanowania Księżyca. Dane uzyskane w wyniku przeprowadzania pomiarów są opracowywane i badane w radzieckich ośrodkach naukowych”.
Łuna 4 pozostaje na orbicie barycentrycznej układu Ziemia-Księżyc, o parametrach ok. 90 000×700 000 km.

## Nieudane próby
Sondę wyniesiono za trzecim razem. 
Pierwsza próba zakończyła się satelizacją statku, który jednak nie opuścił parkingowej orbity okołoziemskiej.
Drugi egzemplarz statku (Łuna 1963B) próbowano wystrzelić 3 lutego 1963, o godz. 09:29:14 UTC. Start nie powiódł się. Awaria żyrostabilizatorów górnych stopni rakiety Mołnia 8K78/E6 spowodowała jej powrót do atmosfery i zniszczenie rakiety i ładunku nad Pacyfikiem. 
Oznaczenie w katalogach COSPAR/SATCAT: 1963-F01/F00216.